# Častkov
Častkov (bis 1927 slowakisch auch „Častkovce“; ungarisch Császkó – bis 1907 Császtkó, deutsch Tschastkowe) ist eine Gemeinde in der Westslowakei mit 550 Einwohnern (Stand 31. Dezember 2024), die zum Okres Senica, einem Kreis des Trnavský kraj, gehört.

## Geographie
Die Gemeinde befindet sich im Hügelland Myjavská pahorkatina unweit der Weißen Karpaten, unterhalb des Bergs Havran (542 m n.m.). Das Ortszentrum liegt auf einer Höhe von 280 m n.m. und ist neun Kilometer von Senica entfernt.
Nachbargemeinden sind Chvojnica im Norden, Sobotište im Osten, Rovensko im Südosten, Rohov im Südwesten, Oreské und Lopašov im Westen sowie Chropov im Nordwesten.

## Geschichte

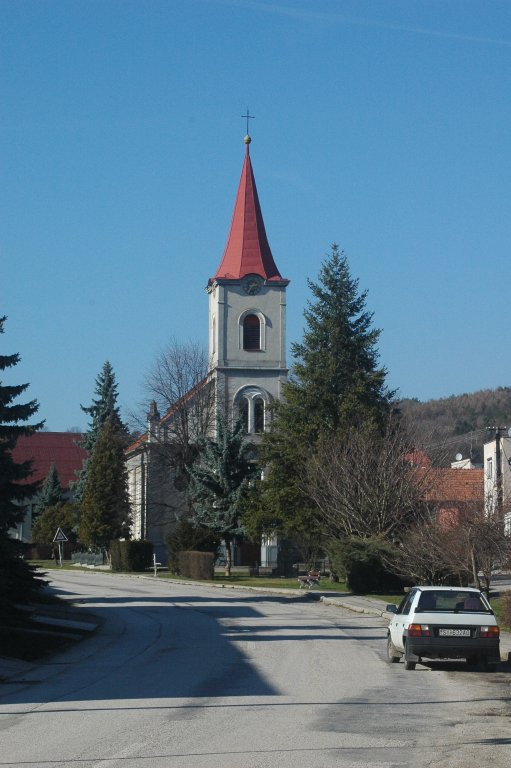
Kirche in Častkov

Častkov wurde zum ersten Mal 1394 als Chaztow schriftlich erwähnt. Vor diesem Jahr war es Teil des Herrschaftsguts der Burg Freistadl (heute Hlohovec), danach der Burg Branč. Nach einem Steuerverzeichnis hatte Častkov im Jahr 1452 21 Porta, alle Besitz des Geschlechts Pongrácz. 1828 zählte man 120 Häuser und 840 Einwohner, deren Haupteinnahmequellen Landwirtschaft, Obst- und Weinbau waren.
Bis 1918 gehörte der im Komitat Neutra liegende Ort zum Königreich Ungarn und kam danach zur Tschechoslowakei beziehungsweise Slowakei. 1957 gliederte sich ein Teil des Gemeindegebiets in die neue Gemeinde Chvojnica aus.

## Bevölkerung
| Jahr                | 1994 | 2004    | 2014    | 2024    |
| ------------------- | ---- | ------- | ------- | ------- |
| Anzahl der Personen | 594  | 610     | 606     | 550     |
| Unterschied         |      | +2,69 % | −0,65 % | −9,24 % |

| Jahr                | 2023 | 2024    |
| ------------------- | ---- | ------- |
| Anzahl der Personen | 559  | 550     |
| Unterschied         |      | −1,61 % |

Nach der Volkszählung 2011 wohnten in Častkov 611 Einwohner, davon 601 Slowaken, fünf Tschechen, zwei Deutsche und ein Magyare. Zwei Einwohner machten keine Angabe zur Ethnie. 407 Einwohner bekannten sich zur Evangelischen Kirche A. B., 153 Einwohner zur römisch-katholischen Kirche, vier Einwohner zu den Baptisten und ein Einwohner zur griechisch-katholischen Kirche. 76 Einwohner waren konfessionslos und bei 82 Einwohnern wurde die Konfession nicht ermittelt.

## Bauwerke
- evangelische Kirche aus den Jahren 1876–77
- römisch-katholische Kyrill-und-Method-Kirche aus dem Jahr 1939